# Авије Сен Кроа
Авије Сен Кроа (фр. Avillers-Sainte-Croix) насеље је и општина у североисточној Француској у региону Лорена, у департману Меза која припада префектури Верден.
По подацима из 2011. године у општини је живело 65 становника, а густина насељености је износила 11,82 становника/km². Општина се простире на површини од 5,5 km². Налази се на средњој надморској висини од 203 метара (максималној 239 m, а минималној 212 m).

## Демографија
| 1962. | 1968. | 1975. | 1982. | 1990. | 1999. | 2011. |
| ----- | ----- | ----- | ----- | ----- | ----- | ----- |
| 77    | 78    | 65    | 57    | 66    | 70    | 65    |

График промене броја становника у току последњих година